# Libri Carolini
I Libri Carolini sive Caroli Magni Capitulare de Imaginibus sono una manifestazione della cultura carolingia, opera in latino medievale probabilmente di Teodulfo, che in seguito diventerà vescovo di Orléans.
Presentati sotto il nome dell'imperatore Carlo Magno, documentano una fase del conflitto tra occidente latino e Bisanzio. L'autore dei Libri Carolini interviene nella controversia teologico-politica in merito al culto delle immagini. (iconolatria, iconoclastia).

## Contesto storico
L'imperatore bizantino Costantino V nell'anno 754 aveva convocato il Concilio di Hieria, che condannò il culto delle immagini. Dopo decenni di iconoclastia, l'imperatrice Irene aveva favorito un riavvicinamento alla tradizione occidentale che considerava utili le immagini, benché non le considerasse "sacre" in quanto tali. Nel 787 il secondo concilio di Nicea, aveva autorizzato la venerazione delle immagini religiose (chiarendone anche il significato), pur proibendone l'adorazione. Di fatto tale posizione era praticamente identica a quella della corte carolingia. Ma Carlo Magno colse l'occasione per evidenziare la distinzione del suo impero rispetto a quello bizantino e attaccò vivacemente la Roma d'Oriente, probabilmente anche a causa di una cattiva traduzione latina e dall'incomprensione della terminologia greca adoperata dal Concilio (ad esempio "proskýnesis" veniva tradotta erroneamente come "adorazione", alla quale corrisponde invece il termine greco "latria"). I Libri Carolini contenevano anche una reprimenda per il Papa, che Carlo Magno considerava il cappellano dell'Impero, il quale aveva approvato le decisioni del secondo concilio di Nicea del 787 (che è considerato il VII concilio ecumenico, sia dalla Chiesa cattolica che da quella ortodossa).

## Contenuto
I Libri Carolini volevano dimostrare che a Bisanzio vigeva una concezione irrazionale ed eretica sia della politica, sia dell'arte. Sul terreno politico i bizantini esageravano la vicinanza a Dio dell'imperatore, rischiando di cancellare la distinzione tra creatore e creatura, facendo di Dio un sempre "coreggente" dell'imperatore. La concezione carolingia del compito del re è più pragmatica e più umile: Dio regna sugli uomini, ma non mediante i regnanti terreni, regna nei loro cuori mediante la fede. Il re è responsabile dell'amministrazione della vita terrena. Né lui, né le sue immagini debbono essere "adorate" (sempre intendendo "proskynesis" come "adorazione"). Va trattato con rispetto, ma deve essere evitato qualunque culto che cancelli la distinzione tra creatore e creatura. I teologi greci avevano difeso la venerazione delle immagini con l'argomento che gli imperatori facevano esporre pubblicamente le loro immagini nelle province ed esigevano per esse lo stesso rispetto che per la loro persona. I teologi franchi consideravano queste come usanze babilonesi (priscae Gentilitatis obsoletum errorem). L'adorazione religiosa del potere politico era un contrassegno del regno di Satana. Anche il paragone tra Dio e l'imperatore non era pertinente: Dio è onnipresente e non ha bisogno come l'uomo di farsi rappresentare da immagini, perché è assurdo pensare a una sua assenza da un luogo qualsiasi. Le immagini sono artefatti che possono essere utili, ad esempio ricordando eventi accaduti, ma possono anche essere dannose, quando presentano come reale qualcosa di finto o di impossibile.
Ad ogni immagine sacra, paradossalmente, viene sempre affiancata una descrizione particolarmente curata dai letterati per evitare che dal popolo nascano cattive interpretazioni; al pittore viene quindi assegnato un ruolo importante (arte come parte integrante della vita dell'uomo): egli ha il compito di relazionare bene le figure tra di loro e dargli risalto utilizzando una buona e vasta gamma cromatica, starà poi ad un chierico, più colto, il compito di assegnare una descrizione scritta dell'elaborato.

## I libri Carolini e Sant'Agostino
Anche Agostino d'Ippona, nei suoi trattati, ricercò Dio in tutta la materialità e nell'umanità, ma i Libri Carolini puntano di più sulla somiglianza tra la parola di Dio e la parola dell'uomo, lasciando un ruolo marginale alla materialità.
Nei Libri Carolini vi è una ripresa da Agostino in cui si divide la visione delle immagini in tre generi: corporea, spirituale, intellettuale.
La visione corporea è un intelletto che hanno tutti, compresi gli animali, che, ad esempio permette alle greggi di ritornare alle stalle o agli uccelli al proprio nido. Questo tipo di visione, riguarda l'ambito dei sensi e permette di percepire attraverso il corpo quello che accade al di fuori di esso. La visione corporea si lega a quella spirituale per cui vengono trattenute nella memoria le immagini delle cose che abbiamo visto e grazie alla quale ci è permesso, per esempio, ricordare le persone assenti oppure scorgere nelle tenebre ciò che è poco visibile. La memoria è perciò il luogo in cui custodiamo tutte le percezioni precedenti tramite i sensi, concetto proprio già della cultura greca e romana. I sensi, come messaggeri, comunicano all'anima le conoscenze proprie del mondo esterno. La visione intellettuale, infine, indipendente dalle precedenti, è quella tramite la quale possiamo comprendere con la ragione le cose viste e trattenute in memoria. L'uomo, che è il solo dotato di una visione intellettuale che lo distingue da ogni altro essere, può con questa cogliere Dio.

## Le immagini in rapporto con l'uomo
Nei Libri Carolini viene distinta l'adorazione dell'immagine dal possesso dell'immagine stessa. Teodulfo chiarisce come le due cose siano profondamente diverse: l'iconoclastia aveva confuso e unito questi due aspetti dell'arte sacra; dichiarava infatti che il possesso di un'immagine, specialmente se ricca e pregiata, porta all'idolatria e quindi l'immagine andava distrutta. La diversa concezione dei Libri Carolini sta nel valutare le immagini sacre come elementi decorativi, capaci di accompagnare il fedele alla divinità senza sostituirsi ad essa. L'arte sacra ha quindi il proprio valore nel ricordo che essa rievoca in colui che guarda la rappresentazione; i concetti o gli eventi che essa racchiude non sono sconosciuti al fedele e vengono ricordati seguendo quelle direttive iconografiche che permettono l'immediato riconoscimento.
L'arte è quindi un monito ed una ammonizione per il fedele più che l'oggetto dell'adorazione, in una formula che può ricordare quella che Gregorio Magno aveva già stipulato [Prima epistola scritta a Sereno, vescovo di Marsiglia: "Per questo motivo infatti si fa uso della pittura nelle chiese, affinché coloro che sono analfabeti leggano, perlomeno vedendole sulle pareti, ciò che non sono in grado di leggere nella Scrittura" riprendendo poi nella seconda: "Una cosa è adorare una pittura, un'altra apprendere che cosa debba essere adorato grazie a ciò che è illustrato nella rappresentazione. Infatti ciò che la scrittura offre a coloro che leggono, questo la pittura offre a coloro che guardano, poiché in essa anche gli analfabeti vedono che cosa debba essere appreso, in essa leggono coloro che non sanno leggere". Il papa sosteneva però come le immagini servissero al fedele analfabeta a conoscere le sacre scritture e fornissero alla chiesa un potente mezzo di dottrina, nei Libri Carolini è invece precisato come l'immagine non debba sostituire l'importanza della predicazione, ma costituisca per essa un prezioso aiuto. Nelle immagini il rapporto tra disegno e prototipo è costituito dal rappresentare l'aspetto esteriore e concreto dell'uomo, tralasciando la sua visione spirituale. Teodulfo ribadisce infatti che l'uomo si discosta dalla sua raffigurazione materiale nelle immagini per la presenza dello spirito; 
(Teodulfo)
(Teodulfo)
Le rappresentazioni possono confondere chi osserva, fino a confondere l'essere del soggetto rappresentato e l'apparenza, facendo quindi coincidere l'immagine con la realtà e rendendola perfino autonoma e separata rispetto al soggetto di illustrazione iniziale. Allo stesso tempo raffigurazioni frutto della mente umana possono convincere l'osservatore che il soggetto ritratto sia reale nonostante sia inesistente.
(Libri Carolini)
Questo concetto dell'immagine riprende l'idea cristiana dell'idolo, concepito come la raffigurazione di un soggetto inesistente. I Libri Carolini si distanziano però da questa posizione precisando che l'immagine in sé non è da considerarsi un idolo anche se può essere utilizzata in tal modo.
(Libri Carolini- praefactio)
L'espressione della spiritualità, impossibile da realizzare nelle immagini, prende forma all'interno della Scrittura e del linguaggio, e il fedele deve ricercare qui la Verità per arrivare alla salvezza. I Libri Carolini ribadiscono questo messaggio nonostante il Concilio di Nicea avesse deciso per la valorizzazione dell'immagine.
(Libri Carolini)
Merito dei Libri Carolini è di aver riconosciuto l'esistenza dell'estetica a fianco dell'etica nell'immagine, e la differenza sostanziale presente tra questi due ambiti.